# X-Men '97
X-Men '97 är en amerikansk animerad action- och äventyrsdramaserie från 2024. Serien är en fortsättning på den animerade TV-serien X-Men som sändes 1992-1997. Serien är skapad av Beau DeMayo för strömningstjänsten Disney+, och är baserad på Marvels superhjältegrupp X-Men. Första säsongen består av 10 avsnitt och hade premiär den 20 mars 2024. Det är redan klart att serien kommer få en andra säsong.

## Handling
Serien kretsar kring superhjältegruppen X-Men och serien tar vid där den animerade serien X-Men slutade.

## Rollista i urval
- Cal Dodd - James "Logan" Howlett / Wolverine
- Lenore Zann - Anna-Marie Raven / Rogue
- George Buza - Henry McCoy / Beast
- Catherine Disher
- Chris Potter
- Alison Sealy-Smith
- Adrian Hough
- Christopher Britton - Nathaniel Essex / Mister Sinister
- Alyson Court
- Jennifer Hale
- Jeff Bennett
- Matthew Waterson
- Holly Chou